# Тінка (комуна)
Тінка (рум. Tinca) — комуна у повіті Біхор в Румунії. До складу комуни входять такі села (дані про населення за 2002 рік):
- Белфір (570 осіб)
- Гурбедіу (1216 осіб)
- Джирішу-Негру (800 осіб)
- Рипа (638 осіб)
- Тінка (4222 особи) — адміністративний центр комуни

Комуна розташована на відстані 415 км на північний захід від Бухареста, 32 км на південь від Ораді, 126 км на захід від Клуж-Напоки, 125 км на північний схід від Тімішоари.

## Населення
За даними перепису населення 2002 року у комуні проживали 7446 осіб.
Національний склад населення комуни:
| Національність   | Кількість осіб | Відсоток |
| ---------------- | -------------- | -------- |
| румуни           | 4946           | 66,4%    |
| угорці           | 1331           | 17,9%    |
| цигани           | 1150           | 15,4%    |
| росіяни-липовани | 8              | 0,1%     |
| німці            | 3              | < 0,1%   |
| словаки          | 2              | < 0,1%   |
| українці         | 1              | < 0,1%   |
| серби            | 1              | < 0,1%   |
| болгари          | 1              | < 0,1%   |

Рідною мовою назвали:
| Мова       | Кількість осіб | Відсоток |
| ---------- | -------------- | -------- |
| румунська  | 5031           | 67,6%    |
| угорська   | 1326           | 17,8%    |
| циганська  | 1080           | 14,5%    |
| німецька   | 3              | < 0,1%   |
| українська | 1              | < 0,1%   |
| сербська   | 1              | < 0,1%   |
| болгарська | 1              | < 0,1%   |

Склад населення комуни за віросповіданням:
| Релігія            | Кількість осіб | Відсоток |
| ------------------ | -------------- | -------- |
| православні        | 4529           | 60,8%    |
| баптисти           | 1063           | 14,3%    |
| римо-католики      | 700            | 9,4%     |
| реформати          | 594            | 8,0%     |
| п'ятдесятники      | 384            | 5,2%     |
| адвентисти         | 40             | 0,5%     |
| греко-католики     | 38             | 0,5%     |
| не релігійні       | 8              | 0,1%     |
| унітарії           | 4              | 0,1%     |
| бретрени           | 1              | < 0,1%   |
| не вказали релігію | 41             | 0,6%     |